# Терминаторът
Вижте пояснителната страница за други значения на Терминатор.
„Терминаторът“ (на английски: The Terminator) е американски научнофантастичен екшън филм от 1984 г. В главната роля е бившият културист Арнолд Шварценегер, който с тази роля прави пробив в киното. Филмът е режисиран от Джеймс Камерън.

## Сюжет
Внимание:  Текстът по-долу разкрива сюжета на произведението (или части от него)!
През една пролетна нощ през 1984 г. в Лос Анджелис във водовъртеж от електрически разряди проблясват две кълбовидни мълнии, от които се появяват двама напълно голи човека. Единият е мъж с атлетично телосложение, другият е покрит с белези младеж. Мускулестият мъж убива един от хулиганите, които го нападат и му отнема дрехите, след което ограбва оръжеен магазин и тръгва да търси някаква Сара Конър. Младият тип се промъква в универсален магазин, облича се и въоръжен с пистолет, откраднат от полицейска кола, тръгва да търси същото момиче.
Якият мъж взема един телефонен указател, намира там три жени на име Сара Конър и започва да ги убива една по една. Двете Сари са убити, а третата, която работи като сервитьорка, само по случайност избягва среща с убиеца. Тя отива на вечерна разходка и изведнъж забелязва, че някакъв тип я следва. По съвет на полицията Сара влиза в нощния клуб „Tech Noir“ и чака помощ там. Точно по това време убиецът идва в дома на Конър и заварва там Джинджър, приятелката на Сара и нейния любовник. След като убива и двамата, здравенякът прослушва телефонното съобщение на Сара и разбира, че е убил грешните хора, а последната Сара Конър е в клуба „Tech Noir“. Пристигайки в клуба, той атакува Сара, но изведнъж същият, който преследваше Сара по-рано, се надига в нейна защита. Човекът прострелва убиеца отблизо няколко пъти, но Сара вижда с ужас, че това не му причинява нищо особено. С открадната кола двамата успяват да избягат от убиеца.
Откъсвайки се от преследвача, човекът обяснява какво се случва. Той се казва Кайл Рийс и е от бъдещето. Оказва се, че след известно време в САЩ ще бъде създадена компютърна мрежа Skynet, която ще разполага с изкуствен интелект. На Skynet ще бъде поверено да ръководи защитата на Съединените щати, но компютърният ум ще реши, че цялото човечество е заплаха за неговото съществуване и следователно трябва да бъде унищожено. След като провокира глобална ядрена война между СССР и САЩ, Skynet ще унищожи няколко милиарда души, а оцелелите ще започне да избива с помощта на бойни роботи и терминатори. Терминаторите са хуманоидни роботи. Първоначално тяхната „кожа“ е направена от каучук, но по-късно Skynet създава роботи от метален скелет, покрит с истинска жива плът, които външно са неразличими от хората. Човечеството е на ръба на пълното унищожение, но се появява човек, който организира Съпротива, обучавайки хората да се борят ефективно с безмилостните машини убийци. Този човек е Джон Конър, синът на Сара. Осъзнавайки, че Съпротивата, водена от Конър, започва да печели, Skynet създава машина на времето и праща един от най-добрите си терминатори в миналото през 1984 г., за да убие Сара Конър и по този начин да предотврати раждането на сина ѝ. Джон Конър от своя страна изпраща в миналото да защити майка му Кайл Рийс.
Обезсърчена от цялата тази информация, Сара приема Кайл за психично болен и се опитва да избяга, но след това Терминаторът отново настига бегълците. По време на преследването на автомобила се случва инцидент, колата на Терминатора е разбита на парчета, но той успява да избяга, а Сара и Кайл попадат в ръцете на полицията. Полицейският лейтенант Тракслър оставя Конър под охрана в полицейското управление, осъзнавайки, че е преследвана, а Кайл е разпитван с часове и решават, че той просто е луд. Терминаторът с леки наранявания поправя ръката и окото си и въоръжен до зъби атакува полицейското управление. Той разбива станцията, убива 17 полицаи, но Кайл и Сара отново успяват да избягат от механичния убиец.
Избягалите се крият в мотел извън града и Кайл признава на Сара, че самият той е помолил Джон Конър да го изпрати в миналото. Джон има малка полароидна снимка на Сара и гледайки тази стара снимка, Кайл се влюбил в Сара Конър. Сара отвръща на любовта на Кайл и прекарва нощта с него. Така е заченат Джон Конър. На следващия ден Кайл с помощта на импровизирани средства и химикали прави няколко взривни устройства за борба с Терминатора, тъй като конвенционалните огнестрелни оръжия не могат да увредят чудовищния робот. Сара прави фатална грешка: тя се обажда на майка си и ѝ казва къде се намира, без да знае, че Терминаторът вече я е убил и сега търпеливо чака обаждането. Взимайки останалото от оръжията, откраднати от магазина, Терминаторът кара мотор до мотела и отново атакува Сара и Кайл. Те отново успяват да се откъснат от Терминатора, но Кайл е ранен в рамото. Сара, която управлява колата, събаря мотора на Терминатора, пращайки механичния убиец под колелата на огромен камион, превозващ бензин. Това само леко поврежда крака на Терминатора, но не го убива. Управлявайки бензиновоза, безмилостният робот убиец отново започва преследване. Кайл успява да взриви камиона и Терминатора, погълнат от пламъци, пада на земята сред море от горящ бензин. Сара и Кайл решават, че роботът е унищожен, но те жестоко бъркат.
Терминаторът се появява от пламъците, разпръсквайки останките на камиона. „Биологичната“ му част е напълно изгорена, но процесорът и металният скелет не са повредени и той отново атакува Сара и Кайл. Те бягат и се крият от Терминатора в завод на „Cyberdyne Systems“. Кайл участва в престрелка с робота и, използвайки последното взривно устройство, взривява Терминатора. Механичният убиец е разкъсан наполовина, Сара е ранена в крака, а Кайл е убит. Шокирана от смъртта на любимия си, Сара се навежда над тялото на Кайл, но Терминаторът отново я атакува. Роботът е обезобразен, от него са останали само част от тялото, глава и една ръка, но неукротимият Терминатор преследва целта си с кошмарен инат. Ранената и неспособна да ходи Сара пълзешком примамва Терминатора в механична преса и смачква робота, като накрая унищожава тази машина за убиване завинаги.
Сара е хоспитализирана, а работниците на „Cyberdyne Systems“ откриват повреден процесор сред смачканата „глава“ на Терминатора, което ще се превърне в основата за създаването на Skynet. Сара решава напълно да промени живота си, като го посвети на отглеждането на сина си, бъдещия спасител на човечеството. Докато пътува за Мексико и спира на бензиностанция, местно момче фотограф ѝ прави бърза полароидна снимка. Това е същата снимка, която Джон Конър ще даде на Кайл. Работникът на бензиностанцията предупреждава за предстояща буря, на което Сара отговаря „Знам“, визирайки предстояща ядрена война.

## В ролите
| Изпълнител         | Роля |
| ------------------ | --- |
| Арнолд Шварценегер | Терминатор, кибернетичен андроид, маскиран като мъжки човек, който е изпратен назад във времето, за да убие Сара Конър.             |
| Линда Хамилтън     | Сара Конър, млада сервитьорка в ресторант и мишена на Терминатора, която скоро ще стане майка на бъдещия лидер на съпротивата Джон. |
| Майкъл Бийн        | Кайл Рийс, член на съпротивата срещу Skynet, изпратен назад във времето, за да защити Сара.                                         |
| Ърл Боуен          | Доктор Питър Силберман, криминален психолог.                                                                                        |
| Пол Уинфийлд       | Лейтенант Ед Тракслър, полицейски лейтенант, който се опитва да защити Сара.                                                        |
| Ланс Хенриксен     | Хал Вукович, служител на полицията в Лос Анджелис.                                                                                  |
| Бес Мота           | Джинджър, съквартирантката на Сара, която Терминаторът убива, след като я бърка със Сара.                                           |
| Рик Росович        | Мат, гаджето на Джинджър, когото Терминаторът също изпраща.                                                                         |

## В България
На 15 октомври 2007 г. се излъчва филма по Диема с български дублаж. Екипът се състои от:
| Озвучаващи артисти  | Ани Василева Даниела Йорданова Силви Стоицов Тодор Георгиев Симеон Владов |
| Преводач            | Виктор Ибришимов                                                          |
| Тонрежисьор         | Стефан Дучев                                                              |
| Режисьор на дублажа | Димитър Кръстев                                                           |

## Интересни факти
- По време на подготовката за ролята, Арнолд Шварценегер тренира ежедневно с различни видове оръжия. По-специално той сглобява и разглобява оръжията със завързани очи, за да доведе движенията до автоматизъм.
- Началото на снимките трябвало да бъде отложено за девет месеца поради участието на Шварценегер във филма „Конан Разрушителят“. По време на принудителния престой Джеймс Камерън написва сценария за другия си известен филм „Пришълците“, който снима по-късно през 1986 година.
- В една от сцените на филма Сара Конър слуша телефонния секретар и с разочарование чува гласа на своя приятел, който казва, че е зает вечерта и няма да може да се срещне със Сара. Гласът на този „приятел“ принадлежи на самия Джеймс Камерън. Освен това управителят на мотел „Тики“ говори с гласа на Камерън, когото зрителите чуват (но не виждат) да говори със Сара.
- Общо за филма Арнолд Шварценегер произнася 17 изречения (около 100 думи).
- Един ден по време на почивка от снимките, Арнолд Шварценегер отива в ресторант в центъра на Лос Анджелис за обяд и предизвиква голямо раздвижване, защото е с грима на Терминатора: „липсващо око“, „гола челюст“ и „изгаряния по лицето“.
- Известната фраза на Терминатора „I'll be back“ (ще се върна) в оригиналния сценарий е записана като „I'll come back“, но Шварценегер настоява за първия вариант и Джеймс Камерън се съгласява. Този цитат става визитната картичка на Шварценегер и е класиран на 37-о място в „Стоте най-велики фрази във филмовата историята“ на Американския филмов институт.
- Според първоначалната идея на Джеймс Камерън, компютърната мрежа Skynet е трябвало да пусне в миналото два робота едновременно: обикновен и направен от течен метал. В процеса на подготовката Камерън осъзнава, че специалните ефекти от онези времена все още не са способни на това и отлага идеята с „течния терминатор“ с цели 7 години.
- В един от епизодите на филма Кайл сънува как Терминаторът нахлува в подземния заслон на бунтовниците и унищожава хората. Този Терминатор е изигран от двукратния „Мистър Олимпия“ Франко Коломбо – най-близкият приятел на Шварценегер (той дори е кум на сватбата на Арнолд).
- Когато на зрителите се показва „окото“ на терминатора, на екрана се виждат редове от асемблера на компютър Apple II.
- В епизода, когато главата на Терминатора се притиска от хидравлична преса, димът в рамката се получава с помощта на обикновена цигара.
- Тъй като бюджетът на филма е много ограничен, снимачният екип трябва да спести буквално от всичко. Например за заснемане на овчарското куче, което лае по Терминатора близо до мотел „Тики“, Камерън води собственото си куче Улф на снимачната площадка.
- Чантата с „цип“, в която е опаковано тялото на починалия Кайл, всъщност е калъф за дрехи, който Камерън донесъл от вкъщи.
- Епизодът, в който Терминатор открадва кола като счупва страничния прозорец, е последният снимачен ден за Арнолд Шварценегер. Към този момент бюджетът на филма е напълно изразходван и Камерън заснема сцената за своя сметка. Самият той се е изявява и като оператор, така че наблизо няма снимачен екип – само актьорът и режисьорът. Освен това нямат официално разрешение за снимки, в резултат на което жители на съседни къщи се оплакват в полицията, че „някакви хора се опитват да откраднат кола посред бял ден“.
- За счупването на предното стъкло на автомобила е използвано хидравлично механично рамо. Камерън настоява да заснеме сцената от първия път, в противен случай ще трябва да изхарчи пари за подмяна на стъклото. За това Шварценегер репетира дълго време с кола без стъкло, опитвайки се да съотнесе перфектно движението на тялото си с движението на механична ръка.
- В Полша филмът излиза под заглавието „Електронен убиец“, защото на полски думата „терминатор“ означава „чирак“. Когато излиза вторият филм „Терминатор“, той не е преименуван, тъй като по това време думата „терминатор“ в Полша вече е силно свързана с характера на Шварценегер.
- Оригиналният проект на филма е продаден на съпругата на Джеймс Камерън, продуцентката Гейл Ан Хърд, за 1 долар.
- В оригиналния сценарий Сара Конър е фигуристка със стара спортна травма, заради която има метални импланти в крака. Компютърната система Skynet е наясно с това и за това Терминаторът отрязва краката на първите две убити жени на име Сара Конър, търсейки този „идентификационен знак“.
- Терминатор е единственият герой, който се появява както в 100-те най-големи филмови герои на Американския филмов институт, така и в 100-те най-големи филмови злодеи на Американския филмов институт: като злодей в „Терминаторът“ и като герой в „Терминатор 2: Страшният съд“.
- Нощният клуб „Tech Noir“, където Терминаторът атакува за първи път Сара Конър, е кръстен на филмовия жанр, който Джеймс Камерън измисля, когато описва към каква категория принадлежи филма.
- Лазерният прицел на пистолета на Терминатора е специално проектиран от Laser Products Corporation. По това време батериите за лазера са доста големи, за това са скрити под дрехите на Шварценегер, а в ръкава на якето е изтеглен кабел.
- В оригиналния сценарий Терминаторът трябва да консумира човешка храна периодично, за да поддържа своя „биологичен компонент“. По-конкретно е планиран епизод, в който яде бонбони заедно с обвивката.
- Бензиновозът, с който Терминатор преследва Сара и Кайл и експлодира, е умален модел, а не истински камион. Сцената на експлозията е заснета два пъти, тъй като проводникът, с който е изтеглен камионът, първоначално е издърпан твърде силно, което причинява откачането на предната ос и кабината преди експлозията.
- „Мъглата“ в сцената, когато Сара и Кайл излизат изпод моста, където са прекарали нощта, скривайки се от Терминатора, всъщност не е от естествен произход. За да се прогони големият брой насекоми (снимките се състоят в гората), се пръска много със спрейове против насекоми, което предизвиква ефекта на „мъгла“.
- В един епизод на „бъдещето“ Рийз хвърля граната под протектора на гумата на една от колите на Skynet и колата експлодира. Отнема 26 (!) повторения, преди Майкъл Бийн да хвърли граната там, където е било необходимо.
- Сцените на последното преследване на Сара и Кайл от Терминатора трябвало да бъдат заснети в самия край на снимачния процес, защото преди снимките Линда Хамилтън си счупва глезена и не може да се движи бързо.
- Въпреки че стерео звукът вече съществува през 1984 г., филмът е заснет в моно, поради много ограничения бюджет. След като MGM придобива правата върху филма, през 2001 г. за филма е създаден стерео саундтрак.
- Повечето от сцените на преследване с автомобил са заснети с нормална скорост и след това леко ускорени във филма.
- В сцената, когато Терминаторът изважда увреденото си човешко око, разбира се е използван манекен, но ръцете, които извършват операцията, са на Арнолд Шварценегер.
- Терминаторът управлява мотор Honda CB750 Four.
- Именно на снимачната площадка на този филм Арнолд Шварценегер за първи път се среща с каскадьора Питър Кент, който в продължение на следващите години ще се превърне в негов двойник в много други филми.
- Силвестър Сталоун и Мел Гибсън получават предложение да изиграят Терминатора, но и двамата отказват ролята.
- Художникът Стан Уинстън и неговите седем асистенти са работили в продължение на шест месеца, за да създадат модел на Терминатора. Първо моделът се формова от глина, след това от гипс и едва след това се отливат металните части. Създадени са два отделни манекена: горната част на тялото на Терминатора (главата, тялото, ръцете) и долната (краката).
- По време на филма Терминаторът убива 28 души: един от хулиганите, собственик на магазина за оръжия, първите две Сара Конър, Джинджър, приятелката на Сара, и нейният приятел Мат, трима посетители на „Tech Noir“, 17 полицаи, майката на Сара и шофьора на камиона.
- Когато избира името на сина на Сара, режисьорът Камерън използва християнска символика. „Спасителят на човечеството“ се казва Джон Конър (John Connor), инициалите му са JC, както и на другия Спасител – Исус Христос (Jesus Christ).
- „Терминаторът“ е единственият филм във франчайза с женска голота. В любовната сцена между Сара и Кайл се виждат голите гърди на Линда Хамилтън.

## Бюджет и печалби
„Терминатор“ е нискобюджетен филм, с бюджет около 6,5 милиона американски долара, който се превръща в касов хит, печелейки $38 371 200 само в САЩ. Филмът печели над $78 милиона в световен мащаб. Освен това получава положителни оценки от критиката и е поместен в Топ 10 на филмите за 1984 г. на списание Тайм. „Терминаторът“ има и перфектен резултат от 100% в класацията на уебсайта Rotten Tomatoes.

## Филми от поредицата за „Терминатор“
Поредицата „Терминатор“ включва 6 филма:
- „Терминаторът“ (1984)
- „Терминатор 2: Денят на страшния съд“ (1991)
- „Терминатор 3: Бунтът на машините“ (2003)
- „Терминатор: Спасение“ (2009)
- „Терминатор: Генисис“ (2015)
- „Терминатор: Мрачна съдба“ (2019)